# 忠信 (下罗村)
忠信是中国广东省广州市从化区的一个自然村。在江埔街道南面约6千米，属下罗村管辖。清朝时建村。1998年时，全村人口94人。